# النماذج الحيوانية للاكتئاب

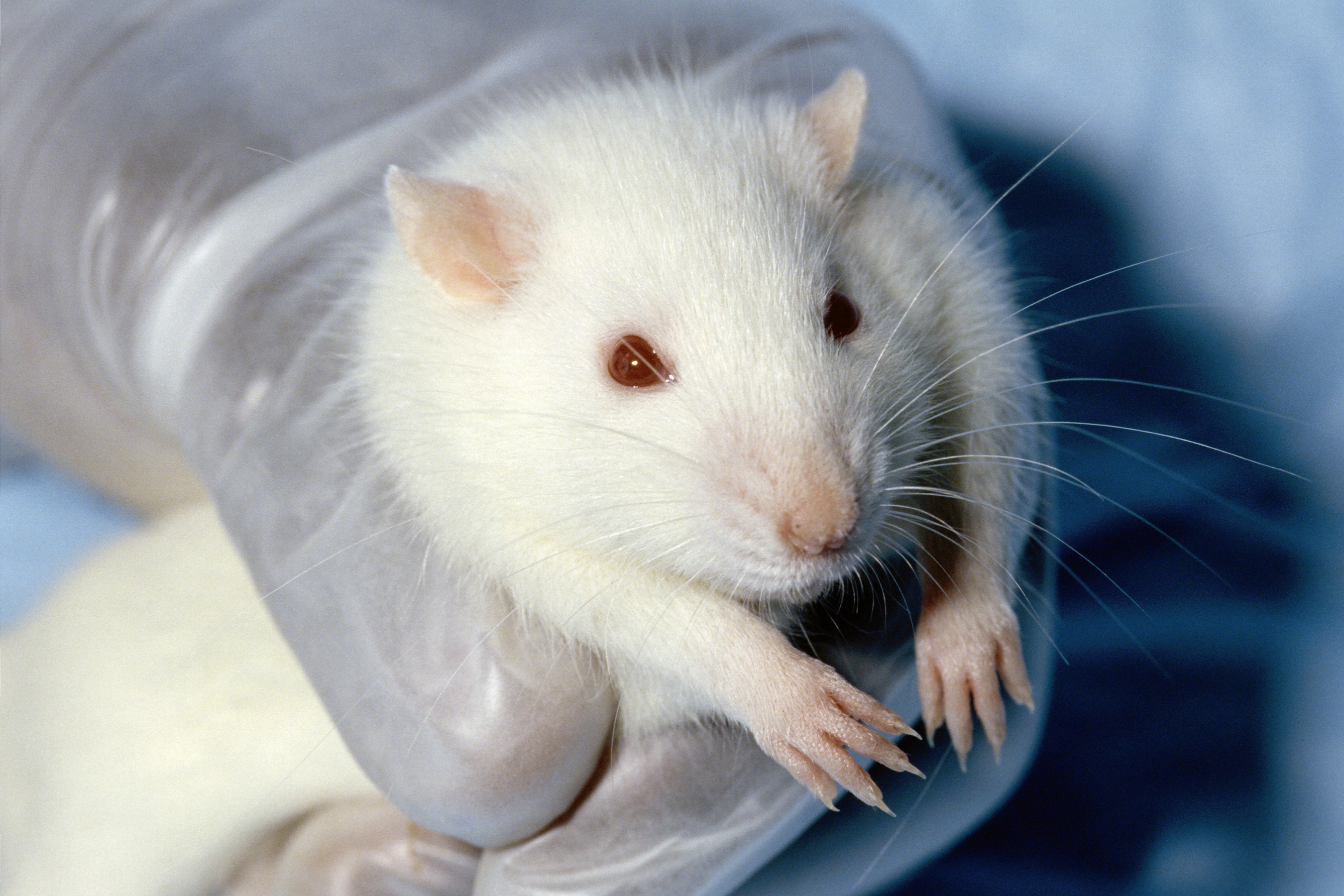
جرذ من سلالة لوبوند-ويستار. نوع من الجرذان المخبرية طُورت في الأصل لأغراض البحث العلمي.

النماذج الحيوانية للاكتئاب (بالإنجليزية: Animal models of depression) هي أدوات بحثية تُستخدم لاستقصاء الاكتئاب وتأثير مضادات الاكتئاب باعتبارها محاكاةً لتقصي علم الأعراض المرضية والفسيولوجيا المرضية الخاصة بمرض الاكتئاب، أو إجراء مسح لمضادات الاكتئاب الجديدة.

## مدخل

### الاكتئاب
الاضطراب الاكتئابي الرئيس، والذي يُطلق عليه أيضًا «الاكتئاب السريري» أو فقط «الاكتئاب»، هو متلازمة نفسية شائعة طويلة الأمد ومتعددة الأشكال، تؤثر بشكل كبير على أفكار الشخص وسلوكه ومشاعره وإحساسه بالراحة. تشمل الأعراض انخفاض المزاج والنفور من الأنشطة. قد يشعر الأشخاص المصابون بالاكتئاب بالحزن أو القلق أو الفراغ أو اليأس أو الهم أو العجز أو انعدام القيمة أو بالذنب أو الانفعال أو التأذي أو عدم الراحة، وقد يفقدون اهتمامهم بالأنشطة التي كانت تبدو ممتعة سابقًا، ويعانون من فقد الشهية أو الإفراط في تناول الطعام، ويواجهون مشاكل في التركيز أو تذكر التفاصيل أو اتخاذ القرارات، وقد يفكرون في الانتحار أو يحاولون القيام به. قد يُشاهد لديهم أيضًا أرق أو إفراط في النوم أو تعب أو فقدان الطاقة أو معاناة الأوجاع أو الآلام أو مشاكل هضمية معندة على العلاج.
سيصاب تقريبًا واحد من كل ستة أشخاص في الولايات المتحدة بالاكتئاب في مرحلة ما من حياته، ووفقًا لمنظمة الصحة العالمية، من المتوقع أن يصل الاكتئاب إلى المركز الثاني في قائمة المساهمين الأساسيين في العبء العالمي للأمراض بحلول عام 2020. غالبًا ما يتأخر ظهور تأثيرات الأدوية الحالية المضادة للاكتئاب بشكل كبير، إذ يبدأ التحسن بعد 3-6 أسابيع من بدء العلاج. رغم النجاح السريري للعديد من الأدوية المضادة للاكتئاب، مثل مضادات الاكتئاب ثلاثية الحلقات (تي سي إيه إس) ومثبطات أكسيداز أحادي الأمين (إم إيه أو آي إس) ومثبطات إعادة قبط السيروتونين (إس آر آي إس)، لا تتحسن العديد من الأعراض المفردة بما يكفي باستخدام الدواء وحده، وقد يوصى باستخدام طرق أخرى للعلاج.

### نمذجة الاكتئاب في الحيوانات
يصعب إنشاء نموذج حيواني يقلد أعراض الاكتئاب لدى المرضى بشكل كامل. تفتقر العديد من الحيوانات إلى وعي الذات والتفكر الذاتي وتقدير أهمية الأمور؛ وعلاوة على ذلك، يصعب رصد السمات المميزة لهذا الاضطرابات عند الكائنات غير البشرية مثل المزاج المنخفض أو تدني تقدير الذات أو الميل إلى الانتحار.
يتألف الاكتئاب –مثل الاضطرابات العقلية الأخرى– من أنماط ظاهرية داخلية يمكن استنساخها بشكل مستقل وتقييمها في الحيوانات. يقدم النموذج الحيواني المثالي الفرصة لفهم العوامل الجزيئية والجينية وفوق الجينية التي قد تؤدي إلى الاكتئاب. من خلال استخدام النماذج الحيوانية يمكن فحص التغيرات الجزيئية المستبطنة والعلاقة السببية بين التغيرات الوراثية أو البيئية والاكتئاب، الأمر الذي من شأنه أن يؤمن معرفة أفضل لإمراضية الاكتئاب. إضافةً لما سبق، تعتبر النماذج الحيوانية للاكتئاب ضرورية لتحديد علاجات جديدة للاكتئاب.

### الأنماط الظاهرية الداخلية في النموذج الحيواني للاكتئاب
وُصفت الأنماط الظاهرية الداخلية التالية:
- انعدام التلذذ: فقدان الاهتمام هو عرض رئيسي للاكتئاب. يمكن تقييم انعدام التلذذ عند القوارض عن طريق اختبار تفضيل السكروز أو عبر مكافأة تنبيه الدماغ.
- اليأس السلوكي: قد يُقيم اليأس السلوكي بالاستعانة باختبارات مثل اختبار السباحة القسري أو اختبار تعليق الذيل.
- التغيرات في الشهية أو كسب الوزن: يترافق الاكتئاب غالبًا مع تغيرات في الشهية أو كسب الوزن، والتي يمكن قياسها بسهولة عند القوارض.
- التشريح العصبي: تبدي العينات المصابة بالاكتئاب انخفاضًا في حجم الحصين وتبدي القوارض التي تعرضت لشدة مزمنة أو وارد مفرط من القشرانيات السكرية علامات مماثلة على فقدان العصبونات من الحصين وضمور التغصنات.
- الاضطرابات العصبية الصماوية: تعد اضطرابات المحور النخامي الوطائي الكظري (إتش بي إيه) واحدة من أكثر الأعراض ثباتًا في الاكتئاب الرئيس. يمكن تقييم وظائف المحور النخامي الوطائي الكظري (إتش بي إيه) عبر اختبار التثبيط بالديكساميتازون.
- التبدلات في نظام النوم: غالبًا ما تُلاحظ الاضطرابات في النظم اليوماوي ولا سيما في طراز النوم عند المصابين بالاكتئاب. يمكن رصدها عند القوارض عبر تخطيط أمواج الدماغ (إي إي جي).
- السلوك المتعلق بالقلق: القلق عرض ذو انتشار واسع في الاكتئاب. وبالتالي تُظهر النماذج الحيوانية للاكتئاب غالبًا سلوكًا متبدلًا متعلقًا بالقلق.

### معايير النماذج الحيوانية المناسبة للاكتئاب
يجب على النموذج الحيواني المناسب للاكتئاب البشري أن يستوفي المعايير التالية قدر الإمكان: التشابهات الظاهراتية قوية وفسيولوجيا مرضية مماثلة (مصداقية المظهر)، سببيات قابلة للمقارنة (المصداقية البنيوية)، والعلاج المشترك (المصداقية التنبؤية).
مجددًا، الاكتئاب اضطراب متغاير والعديد من أعراضه يصعب محاكاتها في حيوانات المختبر. وبالتالي يبقى السؤال المطروح هل نستطيع معرفة أن الحيوان «مكتئب»؟. في الواقع، هناك القليل من نماذج الاكتئاب التي تتوافق تمامًا مع معايير المصداقية سابقة الذكر، وتعتمد معظم النماذج المستخدمة حاليًا إما على تأثيرات مضادات الاكتئاب المعروفة أو الاستجابة للشدة. من غير الضروري أن يظهر النموذج الحيواني «المثالي» للاكتئاب كل شذوذات السلوك ذات الصلة بالاكتئاب، كما هو الحال عند المرضى الذين لا يظهرون كل أعراض الاكتئاب المحتملة.

## إنشاء النماذج
تعتمد الأبحاث على عدد من الطرق المعيارية لتحفيز أعراض شبيهة بالاكتئاب في الحيوانات المخبرية، وغالبًا ما تعتمد هذه النماذج على التعرض للإجهاد.
نظرًا لأن أنواعًا معينة من الاكتئاب لدى البشر تنشأ نتيجة أحداث حياتية مرهقة، وخصوصًا لدى الأفراد المعرضين لها، فإن غالبية نماذج الاكتئاب في الحيوانات تعتمد على تعريضها لأشكال مختلفة من الضغوط الحادة أو المزمنة .

### نماذج الإجهاد عند البالغين

#### العجز المكتسب (Learned Helplessness):
يُعد نموذج العجز المكتسب من أكثر النماذج الحيوانية للاكتئاب توثيقًا وتكرارًا. يُستند في هذا النموذج إلى أن التعرض لأحداث حياتية مرهقة وغير قابلة للسيطرة قد يجعل الأفراد يشعرون بفقدان السيطرة، ما يؤدي إلى سلوكيات مشابهة للاكتئاب. ويُلاحظ أن الحيوانات التي تتعرض لصدمات غير قابلة للتجنب تطور عجزًا في سلوكيات الهروب والإدراك والمكافأة. يُستحث هذا العجز عبر تعريض الحيوانات لصدمات في الذيل أو القدم في صناديق تنقل (shuttle boxes)، ويتم تقييم السلوك من خلال اختبارات الهروب النشط. يتميز هذا النموذج بقدرته على محاكاة عدد من الأعراض الإدراكية والسلوكية لدى البشر، ويُستخدم في دراسة الجينات المرتبطة بالاكتئاب. غير أن أحد عيوبه أنه يتطلب ضغوطًا قوية تُثير إشكالات أخلاقية، كما أن الأعراض غالبًا لا تستمر طويلًا بعد توقف الصدمة.

#### الإجهاد المزمن الخفيف (Chronic Mild Stress):
يُعتبر من أكثر النماذج مصداقية، ويُستخدم لمحاكاة حالة اكتئاب مزمنة تتطور تدريجيًا نتيجة التعرض لضغوط خفيفة متكررة وغير متوقعة (مثل الحرمان المؤقت من الطعام أو الماء، تغييرات في البيئة أو القفص، خفض طفيف في درجة الحرارة)، وذلك لمدة لا تقل عن أسبوعين. يُظهر النموذج تغيرات سلوكية وكيميائية عصبية وغدية ومناعية طويلة الأمد. يتمثل أبرز مؤشراته في فقدان التلذذ (anhedonia)، والذي ينعكس في انخفاض استجابة الحيوانات للمكافآت، ويمكن عكسه بالعلاج بمضادات اكتئاب مزمنة فقط، وليس بالعلاج الحاد. من مزاياه صلاحيته لاختبار فعالية مضادات الاكتئاب الجديدة، لكن من عيوبه أنه يتطلب وقتًا وجهدًا ومكانًا، وتكرار نتائجه قد يكون صعبًا .

#### إجهاد الهزيمة الاجتماعية (Social Defeat Stress):
يتعرض الحيوان الذكر يوميًا لهجوم من قبل ذكور أخرى في منطقة غير مألوفة، ما يؤدي إلى تغيرات سلوكية مثل العزلة الاجتماعية وانخفاض التفاعل، وهي شبيهة بأعراض الاكتئاب البشري. تُظهر هذه التغيرات استجابة للعلاج بمضادات الاكتئاب المزمنة فقط، وتتميز النموذج بمصداقية ظاهرية وبنيوية. من سلبياته أنه يقتصر على الذكور لأن الإناث لا تدخل في مواجهات مماثلة، ويتطلب فترة تجريب لا تقل عن 20 يومًا.

### نماذج الإجهاد في افي وقت مبكر من النمو
تشير الدراسات إلى أن التعرض لتجارب سلبية في وقت مبكر من الحياة، مثل الصدمات الطفولية، يزيد من الحساسية تجاه التوتر لاحقًا، ويؤثر في قابلية تطور الاكتئاب. تشمل النماذج الحيوانية لهذا النوع من الإجهاد. الحرمان الأمومي (Maternal Deprivation): هو النموذج الأكثر استخدامًا، حيث تُفصل الجراء عن الأم لفترات تتراوح بين ساعة إلى 24 ساعة يوميًا خلال الأسبوعين الأولين بعد الولادة. يُؤدي ذلك إلى سلوكيات شبيهة بالقلق والاكتئاب، وزيادة في استجابة محور HPA في مرحلة البلوغ.

### نماذج أخرى
- استئصال البصلة الشمية (Olfactory Bulbectomy): ينتج عن إزالة البصلة الشمية تغيرات سلوكية وكيميائية وعصبية وغدية ومناعية، شبيهة بتلك المرتبطة بالاكتئاب لدى البشر. يُظهر النموذج استجابة فقط للعلاج المزمن بمضادات الاكتئاب، ويُستخدم في دراسات فعالية هذه العلاجات[11].
- الانسحاب من المنبهات النفسية (Psychostimulant Withdrawal): يشبه انسحاب الأمفيتامين أو الكوكايين في القوارض بعض جوانب الاكتئاب لدى الإنسان، مثل فقدان التلذذ. يُستخدم لفهم الآليات العصبية الحيوية المرتبطة بالاكتئاب.
- الفئران المعدلة وراثيًا (Genetically Engineered Mice): تم إنتاج سلالات معدلة مثل تلك التي تفتقر إلى مستقبلات α2A الأدرينالية أو التي تفرط في التعبير عن بروتين CREB، لتُستخدم كنماذج لدراسة القابلية الجينية للاكتئاب[12].
- الوراثة التقدّمية (Forward Genetics): تُستخدم الطفرات العشوائية على نطاق واسع (مثل ENU) لتحديد الجينات المؤثرة في السلوكيات المرتبطة بالاكتئاب دون معرفة مسبقة بالمورثات المعنية.

## اختبارات تحري مضادات الاكتئاب
تقدم اختبارات تحري مضادات الاكتئاب -بعكس النماذج الحيوانية التي يمكن تعريفها على أنها [كائن حي] أو حالة معينة للكائن الحي تعيد تمثيل جوانب من إمراضية الإنسان- فقط قياسًا سلوكيًا أو فسيولوجيًا نهائيًا مصممًا لتقييم تأثير التلاعب الجيني أو الدوائي أو البيئي.

### اختبارات قائمة على اليأس
- اختبار السباحة القسري: يعتمد اختبار السباحة القسري (إف إس تي) على ملاحظة أن الحيوانات تتخذ وضعية جامدة في أسطوانة مملوءة بالماء لا مفر منها. في هذا الاختبار، يُفسر الجمود على أنه إستراتيجية منفعلة لمواجهة الشدة أو سلوك مشابه للاكتئاب (اليأس السلوكي). بعد إعطاء مضادات الاكتئاب ستؤدي الحيوانات بشكل فاعل سلوكيات موجهة للهرب ولمدة أطول من الحيوانات المعالجة بالمحلول الملحي بشكل مضبوط. هذا الاختبار هو الأداة الأكثر استخدامًا في أبحاث الاكتئاب، وبشكل خاص لمسح مضادات الاكتئاب الحادة.[13]